# Eerste klasse 2009-10 (basketbal België)
Seizoen 2009-2010 van de Ethias League, was de 63e editie van de hoogste  basketbalklasse in België, telde negen clubs en eindigt met play-offs in mei. De Ethias League 2009-10 startte in het weekend van 3 oktober.
De reeks bestaat ook dit jaar uit 9 ploegen, in plaats van 10, omdat de kampioen uit 2de nationale, Basket Bree BBC door geldproblemen niet voldeed aan de nodige licentievoorwaarden. Dit jaar kan dus met andere woorden een team uit de tweede divisie naar de Ethias League promoveren, maar er kan niemand degraderen.
Alle ploegen spelen vier keer tegen elkaar, 2 keer thuis, 2 keer op verplaatsing. In mei start dan de eindronde, de zogenoemde play-offs, waar de zes hoogst geklasseerde ploegen onderling uitmaken wie kampioen wordt. De kampioen werd uiteindelijk Spirou Charleroi.

## Teams
De negen teams voor het seizoen 2009-10 zijn:
1. Optima Gent
2. Base BC Oostende
3. Stella Artois Leuven Bears toen nog Passe-Partout Leuven Bears
4. Spirou Basket Charleroi
5. Antwerp Giants
6. Dexia Mons-Hainaut
7. Belgacom Liège Basket
8. Generali Okapi Aalstar
9. VOO Verviers-Pepinster

## Eindklassement
Sinds dit seizoen wordt het klassement in de Ethias League op een andere manier voorgesteld. Er wordt nu gewerkt met percentages, namelijke hoeveel matchen een team procentueel heeft gewonnen ten opzichte van het aantal matchen dat het team heeft gespeeld. Zo wil de liga tot een eerlijker stand komen als ploegen een verschil in aantal wedstrijden hebben gespeeld.
VET= plaatsen zich voor play-offs
| 1. Belgacom Liège Basket      | 23-9  | 71,9% |
| 2. Spirou Basket Charleroi    | 21-11 | 65,6% |
| 3. Base BC Oostende           | 20-12 | 62,5% |
| 4. Generali Okapi Aalstar     | 16-16 | 50,0% |
| 5. Antwerp Giants             | 15-17 | 46,9% |
| 6. Dexia Mons-Hainaut         | 15-17 | 46,9% |
| 7. VOO Verviers-Pepinster     | 15-17 | 46,9% |
| 8. Optima Gent                | 10-22 | 31,3% |
| 9. Passe-Partout Leuven Bears | 9-23  | 28,1% |

## Play-offs
Na de reguliere competitie, die 36 speeldagen duurde, startten de play-offs, waar de beste 6 teams aan deelnamen. Het is in deze eindronde dat de kampioen bepaald wordt. De eerste en tweede mochten in de eerste ronde rusten, terwijl 3 tegen 6 en 4 tegen 5 speelden. Wie het eerst twee keer won, ging door. De in het klassement hoogst geplaatste ploeg had thuisvoordeel, wat betekende dat die ploeg bij 1-1 thuis mocht spelen. In de tweede ronde speelde de eerste tegen de in het klassement laagst geplaatste ploeg die in de 2de ronde zat. De tweede in het klassement speelde tegen de andere gekwalificeerde. De winnaars speelden tegen elkaar de finale (om het eerst 3 keer winnen) en beslisten dus onderling wie kampioen werd.
VET= plaatsten zich voor de volgende ronde

### Ronde 1
Er werd gespeeld in een Best of 3.
| Ploegen                                   | Uitslagen    | Eindstand |
| ----------------------------------------- | ------------ | --------- |
| Generali Okapi Aalstar vs. Antwerp Giants | 82-84, 73-86 | 0-2       |
| Base BC Oostende vs. Dexia Mons-Hainaut   | 67-58, 78-77 | 2-0       |

### Halve finales
Er werd gespeeld in een Best of 3.
| Ploegen                                      | Uitslagen           | Eindstand |
| -------------------------------------------- | ------------------- | --------- |
| Spirou Basket Charleroi vs. Base BC Oostende | 88-71, 69-58        | 2-0       |
| Belgacom Liège Basket vs. Antwerp Giants     | 74-59, 76-83, 88-81 | 2-1       |

### Finale
Er werd gespeeld in een Best of 5.
| Ploegen                                           | Uitslagen                  | Eindstand |
| ------------------------------------------------- | -------------------------- | --------- |
| Belgacom Liège Basket vs. Spirou Basket Charleroi | 73-76, 60-57, 63-71, 49-74 | 1-3       |

Het is de negende titel voor Spirou Basket Charleroi, de derde op een rij.

## Europees basketbal

### Wie speelt Europees in 2009-2010?
Vorig seizoen plaatsten volgende clubs zich de Europese competitie van 2009-10:
- Voorrondes EuroLeague: Spirou Basket Charleroi
- Voorrondes Eurocup: Dexia Mons-Hainaut
- EuroChallenge: Generali Okapi Aalstar. Aangezien Charleroi zowel de Beker als het kampioenschap won, ging het Europees ticket van de Bekerwinnaar naar de vierde in de stand. Ook Antwerp Giants en Belgacom Liège Basket spelen Europees. Luik kreeg een wildcard, wat wil zeggen dat ze in de plaats mag komen van een andere ploeg die niet wenst Europees te spelen.

### Hoe deden de Belgische ploegen het Europees?
- Spirou Basket Charleroi werd uitgeschakeld in de voorrondes van de Euroleague door Orléans, ging dan naar de Eurocup, maar werd daar in de poules ook uitgekegeld: in een poule met Bilbao (Spanje), Ankara (Turkije) en Sint-Petersburg (Rusland) werd Charleroi troosteloos laatste zonder ook maar 1 zege.
- Dexia Mons-Hainaut geraakte in de voorrondes van de Eurocup niet voorbij Valencia. In de poules van de Eurochallenge werd Bergen derde, net niet genoeg voor de volgende ronde. Tegenstanders waren Chalon-sur-Saonne (Frankrijk), Limassol (Cyprus) en Zagreb (Kroatië).
- Generali Okapi Aalstar werd in de poules van de Eurochallenge zegeloos laatste. Tegenstanders waren Banvit (Turkije), Belgrado (Servië) en Riga (Letland).
- Belgacom Liège Basket plaatste zich ook voor de tweede ronde na de eerste ronde te hebben overleeft in de poule met Krasnojarsk (Rusland), Donjetsk (Oekraïne) en Ploiesti (Roemenië). In de tweede ronde ontmoette Luik Belgrado (Servië), Artland Dragons (Duitsland) en Zagreb (Kroatië). Daar werd het laatste met één zege uit zes partijen.
- Antwerp Giants eindigde mooi tweede in een groep met Artland Dragons (Duitsland), Wels (Oostenrijk) en Tartu (Estland), wat volstond voor kwalificatie. In de tweede ronde zat Antwerpen in een groep met Roanne (Frankrijk), Krasnojarsk (Rusland) en Banvit (Turkije). Antwerp deed het goed en eindigde tweede in zijn groep, na Roanne. Daarmee was Antwerp de laatste Belgische nog overgebleven ploeg. In de kwartfinale namen ze het op tegen het Pesaro (Italië) van Sam Van Rossom. Ze verloren eervol beide wedstrijden van deze sterke ploeg. In Pesaro werd het 92-76, thuis gingen ze ten onder met 63-78.

### Wie speelt volgend jaar Europees?
Dit seizoen plaatsten volgende clubs zich voor de Europese competities van 2010-11:
- Voorrondes Euroleague: Spirou Basket Charleroi
- Voorrondes Eurocup: Belgacom Liége Basket
- Eurochallenge: Base BC Oostende, Generali Okapi Aalstar en Antwerp Giants. Ten slotte kreeg ook Dexia Mons-Hainaut een wildcard.